# Arni (Berne)
Pour les articles homonymes, voir Arni.
Arni est une commune suisse du canton de Berne, située dans l'arrondissement administratif de Berne-Mittelland.

Photo aérienne par Walter Mittelholzer (1923).